# Geeste
Geeste é um município da Alemanha localizado no distrito de Emsland, estado de Baixa Saxônia.